# Franciaország bécsi nagykövetsége
Franciaország bécsi nagykövetsége (franciául: Ambassade de France à Vienne, németül: Französische Botschaft in Wien) 1919 óta működő (az Osztrák–Magyar Monarchiával és a korábbi jogelődökkel együtt a 18. század óta fennálló) diplomáciai képviselet Bécsben, hivatalosan a Technikerstraße 2. szám alatt, közismertebb címén a Schwarzenbergplatzon.

## Előzményei, története
A két nemzet közötti követküldésről már a 16. században tudunk (Georges de Selve, 1539) ezek azonban alkalmi jellegű, egy-egy ügy megtárgyalására szorítkozó diplomáciai küldetések voltak. Évekig Bécsben állomásozó követekről a 18. századtól beszélhetünk. 1888-ban a Lobkowitzplatzon székelt a francia követség. 1901-ben kezdték építeni a követségi palotát a Schwarzenbergplatzon, ami a háborús időszakokat leszámítva a mai napig a diplomáciai képviselet otthona.

## A nagykövetség épülete

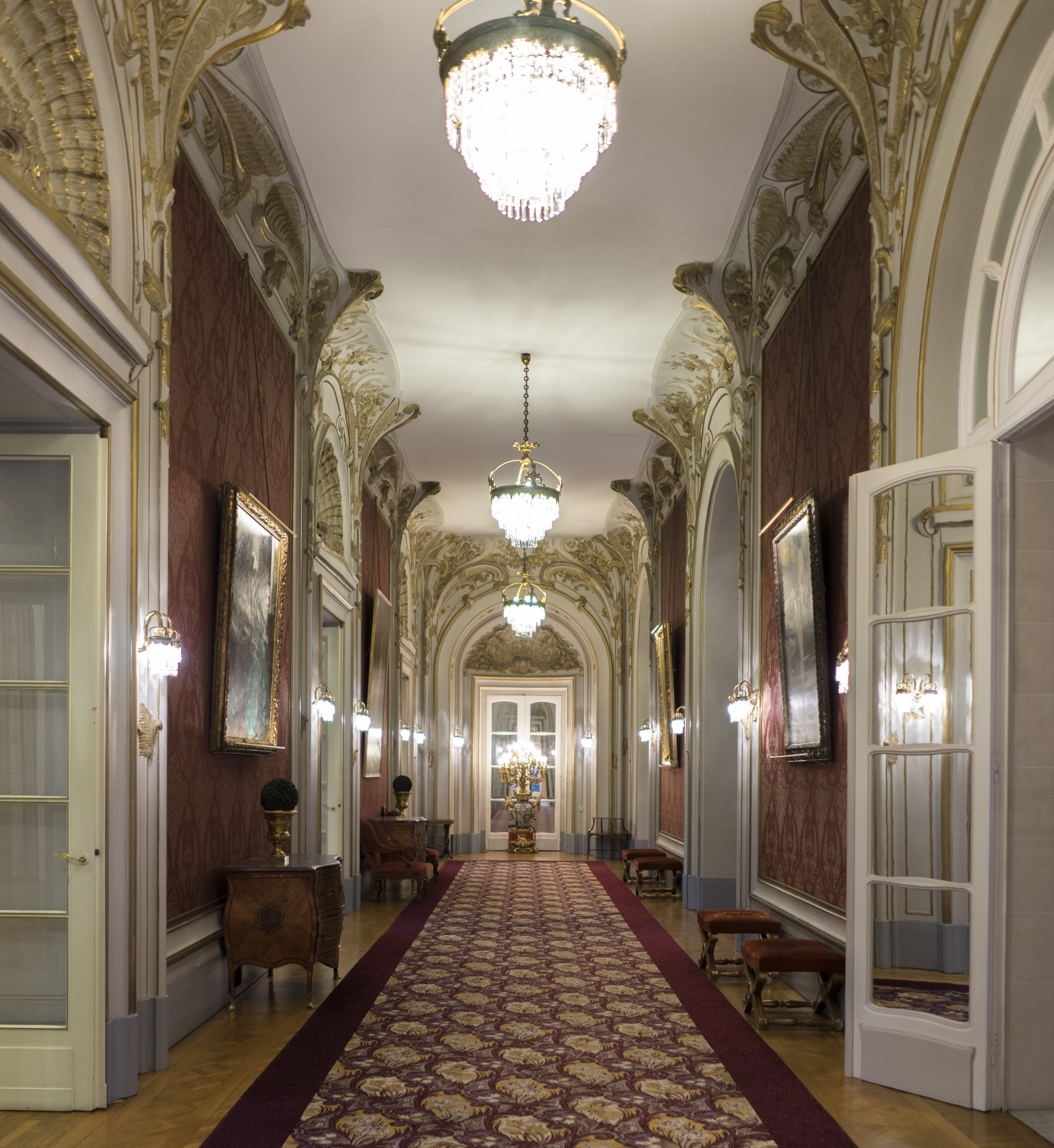
Részlet a nagykövetségi palota belsőépítészeti gazdagságából

Érdekessége, hogy épülete már eleve követségnek épült, sőt ezt tartják a világ első, kifejezetten követségi funkcióra szánt épületnek. Az építész, a fiatal Georges Paul Chedanne a Római Díj korábbi nyertese a francia külügyminisztérium felkérésére tervezte a követséget. 1901-ben vásárolták meg a telkeket, melyek a 19. század második felében még Bécs külvárosának számító, vidékies Landstraße negyedhez tartoztak. Egy makacsul terjedő pletyka szerint az épületet valójában a konstantinápolyi követség számára tervezték, ez azonban nem igaz, Chedanne pontosan erre a telekre tervezte a követségi palotát. Az Art nouveau stílusú, Résidence de France néven ismert palota Franciaország hatalmát és nagyságát volt hivatott szimbolizálni, ugyanakkor tiszteletben tartotta a bécsi szecesszió építészeti sajátosságait. Berendezése, belsőépítészete legalább annyira színvonalas, mint külső díszítése: Chedanne a korszak legkiválóbb művészeit vonta be a palotabelső kialakításának tervezésébe és kivitelezésébe. Az eltelt több mint száz évben jelentős átalakításokat végeztek az épületben, manapság arra törekszenek, hogy a dekorációt és a művészi értéket képviselő díszeket helyreállítsák. A követségi palotát végül 1909-ben adták át, abban az évben költözött ide az akkori francia követ, Philippe Crozier.